# 2009 في ماليزيا
فيما يلي قوائم الأحداث التي وقعت خلال عام 2009 في ماليزيا.

## سياسة

### تعيين في المنصب
- 3 أبريل – نجيب تون عبد الرزاق رئيس وزراء ماليزيا.

### انتهاء فترة المنصب
- 3 أبريل – عبد الله أحمد بدوي رئيس وزراء ماليزيا.
- 3 أبريل – نجيب تون عبد الرزاق نائب رئيس وزراء ماليزيا [الإنجليزية]‏.
- 5 يونيو – توم واتسون Parliamentary secretary [الإنجليزية]‏.

## رياضة
- 1 يناير – جائزة ماليزيا الكبرى 2009 الفائز جنسن باتون.
- 1 يناير – جائزة ماليزيا الكبرى للدراجات النارية 2009
- 1 يناير – دوري السوبر الماليزي 2009 الفائز نادي سلاغور.
- 1 يناير – دوري كرة القدم الماليزيي الممتاز 2009 الفائز Harimau Muda  [لغات أخرى]‏.
- 1 يناير – كأس ماليزيا 2009 الفائز نادي سلاغور.

## وفيات

### فبراير
- 19 فبراير – إبراهيم حسين (مواليد 1936) فنان ماليزي.

### يوليو
- 25 يوليو – ياسمين أحمد (مواليد 1958) مخرجة أفلام ماليزية.

### سبتمبر
- 1 سبتمبر – عبدال حامد عمر (مواليد 1929) قاضي ماليزي.

### نوفمبر
- 4 نوفمبر – إيفان ألان (مواليد 1941)